# Dorycnium
Dorycnium là chi chứa mười loài thuộc pea họ, phân bố từ Địa Trung Hải đến quần đảo Canaria. Chi này có quan hệ gần với các chi Lotus và Tetragonolobus. Both Tetragonolobus and Dorycnium have sometimes been classified as part of Lotus.

## Hình ảnh

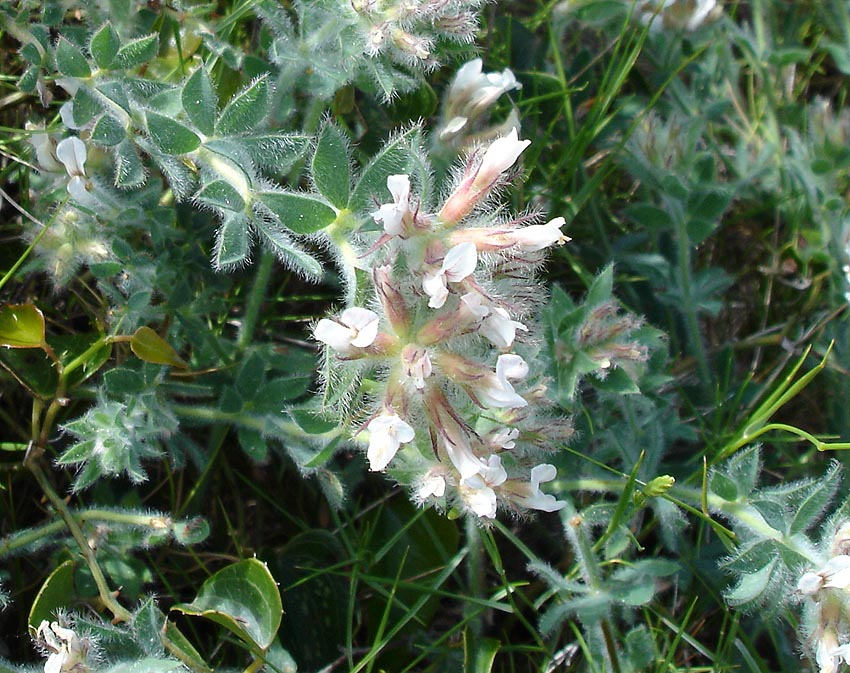
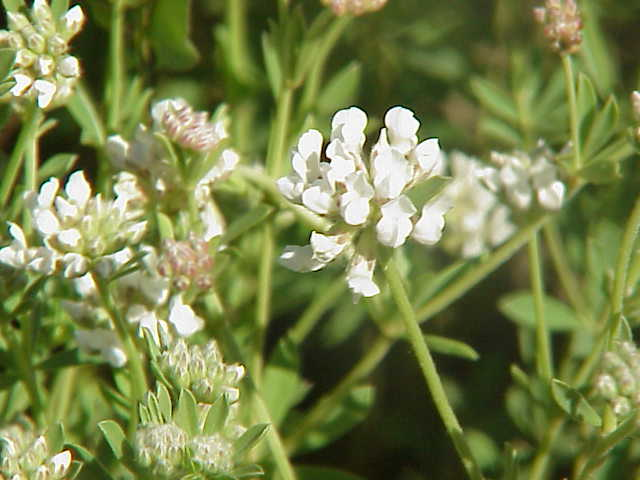
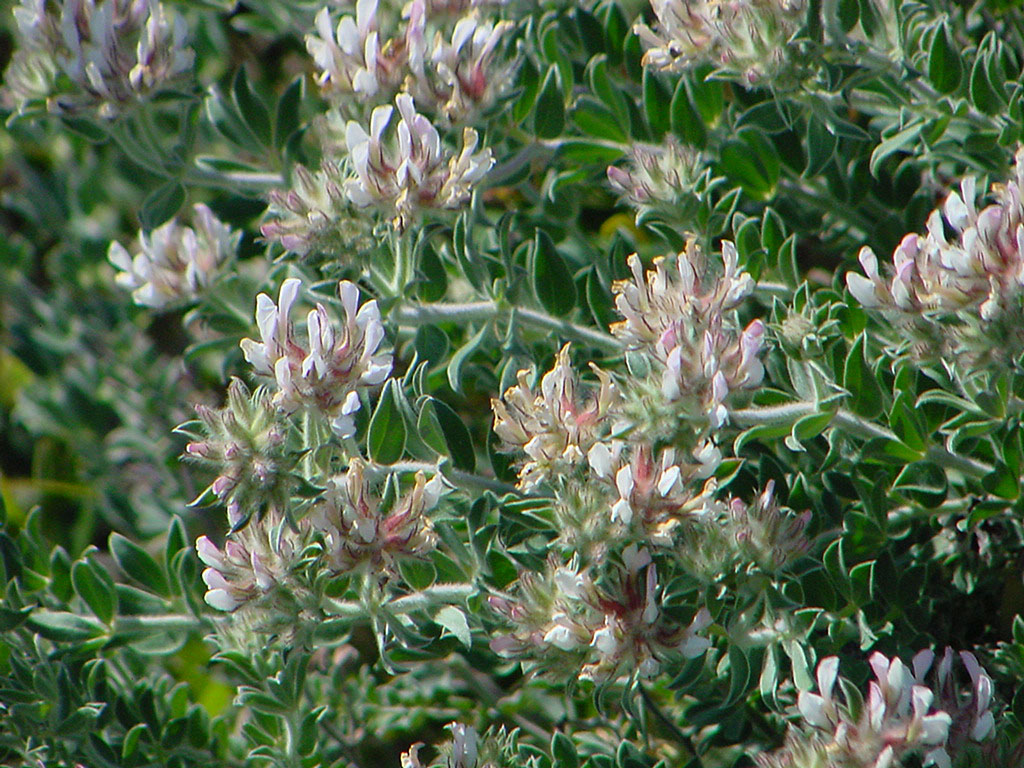